# Август 2019 года

Список событий августа 2019 года.

## События
- 1 августа
  - В Нидерландах вступил в силу запрет на ношение паранджи[1].
  - В результате полученных при теракте в столице Сомали ранений скончался мэр Могадишо Абдирахман Омар Осман[2].

- 2 августа
  - Прекратил действие Договор о ликвидации ракет средней и меньшей дальности после непролонгирования его США и Россией.
  - В Саудовской Аравии разрешили женщинам старше 21 года получать загранпаспорт без одобрения мужчины-опекуна[3].
  - 7 человек, включая стрелка, погибли в результате стрельбы[англ.] в столице Хорватии Загребе[4].
  - Серия взрывов прогремела в центральных районах Бангкока[5].

- 3 августа
  - В Техасе во время стрельбы в торговом центре Walmart погибли 22 человека, 24 получили ранения[6].
  - В Москве на несанкционированной акции за свободные выборы полиция задержала 1001 человека[7].

- 4 августа
  - В результате стрельбы в американском городе Дейтоне, штат Огайо, погибли девять человек, ещё 16 получили ранения[8].
  - В Каире автомобиль врезался в три других, что привело к взрыву. В результате погибли 20 человек, 47 получили ранения. МВД Египта сообщило, что врезавшийся автомобиль был начинен взрывчаткой[9].

- 5 августа
  - В Красноярском крае, вблизи посёлка Каменка под Ачинском, произошли взрывы на складе боеприпасов. 12 человек пострадали, один погиб[10].
  - Форум 8chan, с помощью которого техасский стрелок из Эль-Пасо распространял свой «манифест», был принудительно закрыт[11].
  - Китай временно приостановил импорт сельскохозяйственной продукции из США[12].
  - В ходе продолжающихся протестов против законопроекта об экстрадиции в Гонконге, в городе прошла забастовка, транспорт частично не функционировал, 200 авиарейсов были отменены. Против протестующих был применен слезоточивый газ[13].
  - Было объявлено, что компания Harland and Wolff перейдет под внешнее управление из-за долгов[14].

- 6 августа
  - Специальная премия Breakthrough Prize по фундаментальной физике присуждена авторам теории супергравитации, которая позволяет объединить гравитационное взаимодействие с квантовой теорией поля. Награду разделили между собой американские физики Дэниэл Фридман, Петер ван Ньивенхёйзен и сотрудник ЦЕРНа Серджио Феррар[15].
  - Нижняя палата парламента Индии (Лок сабха) одобрила решение об отмене статьи 370 Конституции Индии, наделяющей особым статусом северный штат Джамму и Кашмир[16].

- 7 августа
  - В Киргизии спецназ попытался задержать бывшего президента Киргизии Алмазбека Атамбаева в его резиденции, однако в результате столкновений со стрельбой со сторонниками президента, продолжавшихся нескольких часов, спецназ отступил[17].
  - Правительство Филиппин объявило вспышку лихорадки Денге в стране национальной эпидемией[18].

- 8 августа
  - Взрыв при испытаниях жидкостной ракетной двигательной установки на военном полигоне в Архангельской области. По первоначальному сообщению Минобороны России два человека погибло, пострадали шесть человек. После взрыва несколько сотрудников были отброшены в море, была надежда найти их живыми.[19][20] Позже в «Росатоме» уточнили, что погибли пять сотрудников, занимавшихся инженерно-техническим сопровождением радиоизотопных источников питания в составе установки, три человека были ранены.[21][22] В Северодвинске зафиксировано кратковременное повышение радиационного фона.[23][24]
  - В турецком иле Денизли произошло землетрясение, магнитуда которого составила 6,5 баллов[25].

- 9 августа
  - Компания Huawei представила свою кроссплатформенную операционную систему HarmonyOS, отличную от Android и iOS[26].
  - Сбой в системе электроснабжения произошел на юге Англии и затронул Лондон. Из-за сбоя в Лондоне не работает часть светофоров, нарушено движение на железных дорогах и метро[27].
  - В Гонконге в ходе массовых протестов против закона экстрадиции в Китай протестующие на 3 дня заблокировали работу аэропорта Гонконга[28].

- 10 августа
  - В ходе боев Гражданской войны и вторжения в Йемен, силы Южного переходного совета (ЮПС) Йемена захватили президентский дворец Маашик в городе Аден[29].
  - В России на протестную акцию в поддержку арестованных на митингах и за допуск независимых кандидатов на выборы в Мосгордуму[30], по данным МВД пришло 20 тыс. человек[31], Белый счётчик заявил о 50 тыс. человек, прошедших через основной вход и до 60 тыс. человек с учётом Орликова переулка[32]. Полиция сообщила, что на последовавшей несогласованной акции было задержано 136 человек[33]. По данным «ОВД-Инфо» к вечеру 10 августа в Москве задержали не менее 245 человек[34].
  - В Норвегии неизвестный открыл огонь по людям в мечети[35].
  - В Танзании в городе Морогоро взрыв бензовоза унёс жизни 68 человек, 72 ранены, в стране объявлен трёхдневный траур[36].
  - Американский миллиардер Джеффри Эпштейн, которого обвиняли в сексуальной эксплуатации несовершеннолетних, найден мёртвым в своей камере. Официальная версия смерти — самоубийство, поставлена под сомнения[37].

- 12 августа
  - Все рейсы на вылет и прилет в международном аэропорту Гонконга отменены из-за демонстрантов, которые заняли залы аэропорта[38].
  - Правительство Южной Кореи исключило Японию из списка стран, которым предоставляются облегченные условия для экспорта, в ответ на аналогичные меры со стороны японских властей[39].

- 13 августа
  - Порядка 12,88 млн человек в девяти регионах Китая пострадали от тайфуна «Лекима»[40].

- 14 августа
  - 16-летняя экоактивистка Грета Тунберг отправилась на парусной яхте через Атлантику (из Плимута в Нью-Йорк) для участия в конференции ООН по климату[41].
  - Индийская автоматическая межпланетная станция Чандраян-2 с луноходом на борту успешно вышла на транслунную траекторию[42].
  - Площадь лесных пожаров в Сибири достигла 5,4 млн га. Всего с начала года сгорело 14,9 млн га леса[43][44].

- 15 августа
  - Авиалайнер Airbus A321 авиакомпании «Уральские Авиалинии» выполнявший рейс U6 178 по маршруту Москва — Симферополь при вылете из аэропорта Жуковский столкнулся со стаей чаек, в результате чего отказали оба двигателя. Экипаж совершил аварийную посадку на кукурузное поле. На борту находилось 233 человека (226 пассажиров и 7 членов экипажа). Жертв нет.[45]

- 16 августа
  - Президент США Дональд Трамп высказал пожелание купить Гренландию у Дании[46].

- 17 августа
  - Первый полёт первой китайской коммерческой ракеты-носителя Jielong-1, которая вывела на орбиту три спутника[47].
  - В Кабуле во время празднования свадьбы произошёл взрыв, в результате которого погибли по меньшей мере 63 человека, более 180 человек получили ранения[48].

- 19 августа
  - Пять спутников Юпитера получили названия[49].

- 20 августа
  - В Рио-де-Жанейро на автодорожном мосту Рио-Нитерой был захвачен автобус с пассажирами. Снайперу из батальона полицейского спецназа (BOPE) удалось ликвидировать злоумышленника. Никто из заложников не пострадал[50].
  - На сайте Министерства обороны РФ появилось видео первого полёта БПЛА «Альтиус-У» в полностью автоматическом режиме. Беспилотник произвёл взлёт, в течение 32 минут выполнял манёвры в небе, после чего совершил посадку[51].
  - На Байкало-Амурской магистрали начались работы по строительству второго Северомуйского тоннеля[52].

- 21 августа
  - После продолжающихся протестов с декабря 2018 года в Судане и переворота в апреле 2019 года, председатель Переходного военного совета Абдель Фаттах аль-Бурхан возглавил временный Суверенный совет[53].
  - Гражданская война и вторжение в Йемен. Американский беспилотный летательный аппарат MQ-9 Reaper был сбит хуситами[54].
  - Народная милиция самопровозглашённой Луганской народной республики сбила у линии соприкосновения беспилотный летательный аппарат украинских военных[55].

- 22 августа
  - В столице Катара стартовал девятый раунд мирных переговоров между представителями США и афганского движения «Талибан»[56].
  - В Польских Татрах в результате удара молнии вблизи горы Гевонт. Четыре человека погибли, среди них двое детей, 89 пострадавших были направлены в больницу[57].

- 23 августа
  - Вооруженные силы Сирии полностью очистили северные районы провинции Хама от исламистских террористических формирований. В ходе наступления были освобождены 16 населённых пунктов, включая город Хан-Шейхун на юге провинции Идлиб. После этого началось разминирование занятой территории[58].
  - Торговая война США и Китая. США заявили о том, что с 1 октября 2019 года товары из Китая на сумму $250 млрд, которые в настоящее время облагаются пошлинами в размере 25 %, будут облагаться пошлинами в размере 30 %. Оставшаяся продукция из КНР на сумму $300 млрд, которая облагалась тарифами в 10 %, будет облагаться тарифами в 15 %[59].
  - На Шри-Ланке окончился режим чрезвычайного положения, введённый после терактов, совершённых исламскими террористами[60].
  - В чеченском городе Шали прошла церемония открытия крупнейшей в Европе мечети, получившей название «Гордость мусульман»[61]

- 24 августа
  - Во французском городе Биарриц (департамент Атлантические Пиренеи) стартовал 45-й саммит G7[62].

- 25 августа
  - В Абхазии прошли президентские выборы.

- 26 августа
  - Вступил в силу второй пакет антироссийских санкций США по «делу Скрипалей»[63].
  - Успешный запуск аппарата «Starhopper» — первого летающего стенда компании SpaceX для отработки мягкой посадки Starship[64].

- 27 августа
  - Суд штата Оклахома обязал корпорацию Johnson & Johnson заплатить 572 миллиона долларов по делу об опиоидном кризисе в США[65].
  - Корабль «Союз МС-14» с роботом Фёдором на борту успешно пристыковался к модулю МКС «Звезда»[66].

- 28 августа
  - Королева Великобритании Елизавета II поддержала предложение премьер-министра страны Бориса Джонсона приостановить работу британского парламента, это событие увеличивает шансы, что Великобритания совершит брексит без сделки с ЕС[67].
  - 76-й Венецианский кинофестиваль открылся с нового фильма «Правда» японского режиссера Хирокадзу Корээда с Катрин Денёв и Жюльет Бинош в главных ролях[68].
  - В Иране правозащитница Саба Корд Афшари приговорена к 15 годам тюремного заключения за «распространение проституции путём снятия хиджаба»[69].

- 29 августа
  - США официально возродили Космическое командование[англ.] Министерства Обороны, его возглавил генерал Джон Реймонд[70].
  - Премьер-министром Украины назначен Алексей Гончарук[71].

- 30 августа
  - Женская сборная России выиграла чемпионат Европы по баскетболу среди девушек не старше 16 лет в Северной Македонии[72].
- 31 августа
  - В Москве и Санкт-Петербурге прошли мирные несогласованные акции против политических репрессий и за допуск оппозиционных кандидатов к выборам в Мосгордуму[73].